# Melmuri, Haveri
Melmuri là một làng thuộc tehsil Haveri, huyện Haveri, bang Karnataka, Ấn Độ.